# بورست (ویلاژ)
بورست (به لاتین: Burst) یک منطقهٔ مسکونی در بلژیک است که در ارپ-مر واقع شده‌است. بورست ۳٫۸۳ کیلومتر مربع مساحت و ۲٬۹۶۸ نفر جمعیت دارد و ۰ متر بالاتر از سطح دریا واقع شده‌است.